# جيسيكا ألان
جيسيكا ألان (بالإنجليزية: Jessica Allan)‏ هي لاعبة كرة قدم أسترالية أسترالية، ولدت في 26 مايو 1999.

## وصلات خارجية
- جيسيكا ألان على موقع AustralianFootball.com (الإنجليزية)